# Wilton (Connecticut)
Pour les articles homonymes, voir Wilton.
Wilton est une ville située dans le comté de Fairfield, dans l'État du Connecticut (États-Unis). Lors du recensement de 2010, sa population s’élevait à 18 062 habitants. La municipalité abrite le siège de Cannondale Bicycle Corporation.

## Géographie
Selon le Bureau du recensement des États-Unis, la superficie de la municipalité est de 27,30 milles carrés (70,71 km2), dont 26,80 milles carrés (69,41 km2) de terres et 0,49 milles carrés (1,27 km2) de plans d'eau (soit 1,8 %).

## Histoire
Wilton devient une municipalité en 1802. Elle doit son nom à Wilton, dans le comté anglais du Wiltshire.

## Démographie
Lors du recensement de 2010, la municipalité de Wilton compte 18 062 habitants, dont 732 dans le bourg de Wilton Center
D'après le recensement de 2000, il y avait 17 663 habitants, 5 923 ménages, et 4 874 familles dans la ville. La densité de population était de 252,6 hab/km2. Il y avait 6 113 maisons avec une densité de 87,6 maisons/km2. La décomposition ethnique de la population était : 95,55 % blancs ; 0,60 % noirs ; 0,09 % amérindiens ; 2,69 % asiatiques ; 0,01 % natifs des îles du Pacifique ; 0,27 % des autres races ; 0,79 % de deux ou plus races. 1,53 % de la population était hispanique ou Latino de n'importe quelle race.
Il y avait 5 923 ménages, dont 46,6 % avaient des enfants de moins de 18 ans, 75,4 % étaient des couples mariés, 5,4 % avaient une femme qui était parent isolé, et 17,7 % étaient des ménages non-familiaux. 15,3 % des ménages étaient constitués de personnes seules et 6,6 % de personnes seules de 65 ans ou plus. Le ménage moyen comportait 2,91 personnes et la famille moyenne avait 3,25 personnes.
Dans la ville la pyramide des âges était 31,5 % en dessous de 18 ans, 2,8 % de 18 à 24, 25,6 % de 25 à 44, 27,9 % de 45 à 64, et 12,2 % qui avaient 65 ans ou plus. L'âge médian était 40 ans. Pour 100 femmes, il y avait 93,9 hommes. Pour 100 femmes de 18 ans ou plus, il y avait 86,2 hommes.
Le revenu médian par ménage de la ville était 141 428 dollars, et le revenu médian par famille était 158 415 $. Les hommes avaient un revenu médian de +100 000 $ contre 61 611 $ pour les femmes. Le revenu par habitant de la ville était 65 806 $. 2,9 % des habitants et 1,3 % des familles vivaient sous le seuil de pauvreté. 1,7 % des personnes de moins de 18 ans et 6,6 % des personnes de plus de 65 ans vivaient sous le seuil de pauvreté.
| 1820  | 1850  | 1860  | 1870  | 1880  | 1890  |
| ----- | ----- | ----- | ----- | ----- | ----- |
| 1 818 | 2 066 | 2 208 | 1 994 | 1 864 | 1 722 |

| 1900  | 1910  | 1920  | 1930  | 1940  | 1950  |
| ----- | ----- | ----- | ----- | ----- | ----- |
| 1 598 | 1 706 | 1 284 | 2 133 | 2 829 | 4 558 |

| 1960  | 1970   | 1980   | 1990   | 2000   | 2010   |
| ----- | ------ | ------ | ------ | ------ | ------ |
| 8 026 | 13 572 | 15 351 | 15 989 | 17 633 | 18 062 |